# 金山町立濃斐中学校
金山町立濃斐中学校（かなやまちょうりつ のうひちゅうがっこう）は、かつて岐阜県益田郡金山町（現・下呂市）にあった公立中学校。

## 概要
- 昭和の大合併以前の武儀郡金山町（金山）、および益田郡下原村（福来・中津原・大船渡・中切・下原町・渡）が校区であった。1951年から1962年までは校舎内に岐阜県立益田高等学校濃斐分校を設置していた。
- 1970年、金山町の4つの中学校（濃斐中学校・菅田中学校・東中学校・東第二中学校）を統合し、金山中学校の新設により廃校。
- 校地校舎は金山小学校に転用された。

## 沿革
- 1947年4月 -
  - 武儀郡金山町に金山町立金山中学校が開校。金山小学校の校舎の一部を仮校舎とする。
  - 益田郡下原村に下原村立下原中学校が開校。下原小学校の校舎の一部を仮校舎とする。
- 1947年（昭和22年）10月 - 金山町と下原村で学校組合を設立。
- 1948年（昭和23年）
  - 4月1日 - 金山中学校と下原中学校を統合し、武儀郡学校組合立金山下原中学校として開校。統一校舎は無く、旧・金山町青年学校を本校とし、金山町立金山小学校、下原村立下原小学校に分教室を設置。
  - 5月28日 - 武儀郡学校組合立濃斐中学校に改称する。
- 1949年（昭和24年） - 統合校舎が完成し、移転。
- 1954年（昭和29年） - 校舎を増築する。
- 1955年（昭和30年）3月1日 - 武儀郡金山町、菅田町、郡上郡東村、益田郡下原村が合併し、益田郡金山町が発足。同時に金山町立濃斐中学校と改称する。
- 1960年（昭和35年） - 校舎を増築する。
- 1967年（昭和42年） - 金山町内の4つの中学校（濃斐中学校・菅田中学校・東中学校・東第二中学校）の統合計画が作成される。
- 1970年（昭和45年）
  - 　3月31日 - 金山町内の中学校を統合し、金山町立金山中学校の新設により廃校。
  - 4月1日 - 金山町立金山中学校濃斐分教室となる。
- 1972年（昭和47年） - 金山中学校の統合校舎が完成し、金山中学校濃斐分教室を廃止。